# Tolemaida Air Base
Tolemaida Air Base är en flygbas i Colombia.   Den ligger i departementet Cundinamarca, i den centrala delen av landet, 70 km sydväst om huvudstaden Bogotá. Tolemaida Air Base ligger 490 meter över havet.
Terrängen runt Tolemaida Air Base är varierad, och sluttar västerut. Runt Tolemaida Air Base är det ganska tätbefolkat, med 60 invånare per kvadratkilometer. Närmaste större samhälle är Girardot City, 18,5 km väster om Tolemaida Air Base. I omgivningarna runt Tolemaida Air Base växer i huvudsak städsegrön lövskog.